# 4597 Consolmagno
4597 Consolmagno је астероид главног астероидног појаса. Приближан пречник астероида је 17,60 ,
а средња удаљеност астероида од Сунца износи 2,607 астрономских јединица (АЈ).
Инклинација (нагиб) орбите у односу на раван еклиптике је 4,874 степени, а орбитални период износи 1537,951 дана (4,210 године). Ексцентрицитет орбите астероида износи 0,122.
Апсолутна магнитуда астероида износи 12,10 а геометријски албедо 0,082.
Астероид је откривен 30. октобра 1983. године.